# Comité Paralímpico de Aruba
El Comité Paralímpico de Aruba es el comité paralímpico nacional que representa a Aruba. Esta organización es la responsable de las actividades deportivas paralímpicas en el país. Es miembro del Comité Paralímpico Internacional y del Comité Paralímpico de las Américas.